# Joe Rogan
Joseph James Rogan (Newark, New Jersey, 11 augustus 1967) is een Amerikaans stand-upcomedian, vechtsporter en -commentator, podcastgastheer en voormalig acteur en televisiepresentator.

## Biografie
Joe Rogan groeide op in de staat New Jersey. Hij is de achterneef van Gerard en Mikey Way, bekend als de zanger en bassist van My Chemical Romance.
Rogan werd katholiek opgevoed en ging naar een katholieke school, maar sinds het behalen van zijn middelbareschooldiploma heeft hij het geloof verlaten. Rogan identificeert zichzelf als agnost en is kritisch over de katholieke kerk, die hij als onderdrukkend ervaart.
Als jongere was Rogan een groot liefhebber van de Koreaanse vechtsport taekwondo; op zijn 19e won hij de US Open voor taekwondospelers in de categorie lichtgewicht.
Sinds 1997 is Rogan werkzaam voor de UFC. In eerste instantie verzorgde hij de interviews na de wedstrijden, later, in 2002, werd hij ook commentator. Rogan heeft inmiddels zelf een zwarte band in Braziliaans jiujitsu. De zwarte band heeft hij ontvangen onder leiding en uit de handen van Eddie Bravo en Jean Jacques Machado.
Van 1995 tot 1999 speelde Joe Rogan in de Amerikaanse comedy NewsRadio op NBC. In 2000 heeft Joe Rogan zijn eerste comedy special uitgebracht. In Nederland is hij vooral bekend geworden door het NBC-programma Fear Factor, waarvoor hij van 2001 tot 2006 gedurende zes seizoenen meer dan 100 afleveringen presenteerde. Na het einde van de Fear Factor heeft Joe Rogan zijn stand-upcomedian carrière vervolgd.

### The Joe Rogan Experience
In 2009 is hij zijn eigen gratis podcast begonnen samen met zijn vriend Brian Redban. De eerste aflevering van de podcast is opgenomen op 24 december 2009 en werd wekelijks uitgezonden bij Ustream. De naam van de podcast werd in augustus 2010 gewijzigd naar The Joe Rogan Experience, waarna de podcast in de Top 100 podcasts van ITunes kwam. Het is een van de populairste gratis podcasts in de Verenigde Staten, in januari 2015 werd de podcast ruim 11 miljoen keer gedownload en in 2019 werd de podcast gemiddeld 190 miljoen keer per maand gedownload. The Joe Rogan Experience ontvangt een divers scala aan gasten, waaronder veel komieken, (vecht)sporters, wetenschappers en overige beroemdheden.
Rogan beschouwt zichzelf op politiek gebied als "behoorlijk liberaal" en gaat in zijn podcast het gesprek aan met zowel rechtse als linkse opiniemakers. Naar aanloop van de Amerikaanse presidentsverkiezingen in 2020 ontving Rogan de Democratische presidentskandidaten Tulsi Gabbard, Andrew Yang en Bernie Sanders. Hij staat erom bekend dat hij doorgaans zijn kalmte goed weet te bewaren in discussies met andersdenkende gesprekspartners.
In mei 2020 werd bekend dat Joe Rogan een meerjarige licentiedeal met Spotify had getekend ter waarde van $200 miljoen. De licentiedeal maakte de podcast van Joe Rogan exclusief te bekijken en/of beluisteren via Spotify vanaf januari 2021. Clips van de podcasts werden wel op Youtube geplaatst. 
Op 31 december 2021 kwam podcast nr 1757 uit op Spotify waarin Rogan viroloog Robert W. Malone interviewde. Deze podcast kwam in opspraak en de clips ervan werden van Youtube verwijderd wegens schending van de community-richtlijnen. De podcast gaf  Neil Young aanleiding om al zijn werk van Spotify te laten verwijderen. Ook de uitzending met Abigail Shrier leidde tot fel protest.
In 2024 werd het contract tussen Rogan en Spotify vernieuwd voor een geschat bedrag van $250 miljoen en niet langer exclusief voor Spotify. Zo waren in de aanloop naar de Amerikaanse presidentsverkiezingen van dat jaar de podcasts met Donald Trump en die met de beoogde vice-president J.D. Vance ook integraal op Youtube gepost. Het ruim drie uur durende gesprek met Trump werd bijna 50 miljoen keer bekeken

## Politieke opvattingen
Rogan is niet makkelijk te categoriseren als 'links' of 'rechts' of democraat of republikein. Hij is voor recht op abortus, homohuwelijk, legalisatie van softdrugs, maar bijvoorbeeld kritisch op genderbevestigende zorg of transrechten in sport. Rogan is kritisch op woke-cultuur. Tijdens de corona-pandemie was hij kritisch op de vaccins en het lockdown-beleid. Hij is kritisch op Joe Biden. Aanvankelijk had hij veel respect voor Justin Trudeau, maar sinds de coronapandemie en erna vindt hij diens koers onbegrijpelijk. 
Rogan maakte vlak voor de Amerikaanse presidentsverkiezingen 2024 bekend op X dat hij de Republikeinse kandidaat Donald Trump steunt die hij eerder in zijn podcast te gast had.
- International Standard Name Identifier: 0000 0000 4874 523X
- Library of Congress Control Number: no2004086252
- MusicBrainz: 7aeed70b-8768-4e19-9c5a-93dcba2f58e1
- Virtual International Authority File: 31712865
- WorldCat: E39PBJbM46KT6gqQ6MWpDhgMyd